# Lars Eller
Lars Fosgaard Eller (Rødovre, 8 maggio 1989) è un hockeista su ghiaccio danese.

## Carriera
Da giovane ha militato nella squadra della sua città, Rødovre, e nel Frölunda HC. Nella stagione 2007-2008 ha giocato con il Borås HC, prima di rimanere altre due stagioni tra le file del Frölunda.
Dopo un periodo in AHL con i Peoria Rivermen, è approdato in NHL nella stagione 2009-2010 con i St. Louis Blues. Dalla stagione 2010-2011 alla stagione 2015-2016, eccezion fatta che per un periodo nel 2012-2013 in Finlandia con il JYP Jyväskylä, ha giocato in NHL con i Montreal Canadiens.
Dalla stagione 2016-2017 milita sempre in NHL con i Washington Capitals.
In ambito internazionale, con la rappresentativa danese, ha preso parte a diverse edizioni dei campionati mondiali a partire dal 2008.